# Herpèsvirus endothéliotrope de l'éléphant

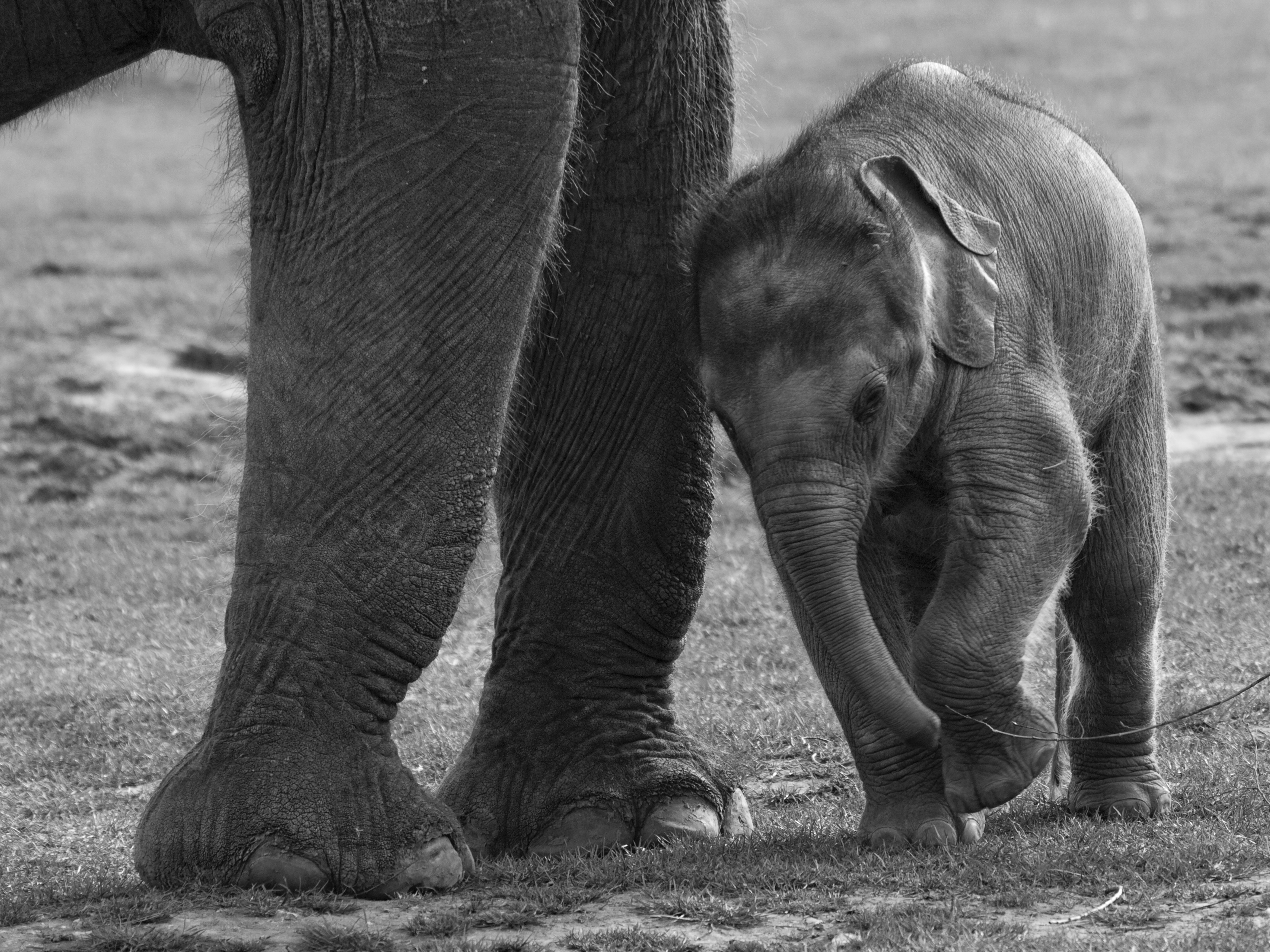
Donaldson, un éléphanteau d'Asie mâle du Zoo de Whipsnade (Angleterre), mort d'une infection par l'EEHV en mai 2009.

L'Herpèsvirus endothéliotrope de l'éléphant (abrégé en EEHV, de l'anglais elephant endotheliotropic herpesvirus), aussi appelé herpèsvirus éléphantin de type 1 (abrégé en ElHV-1, de l'anglais elephantid herpesvirus 1) est un virus de la famille des herpèsviridés et du genre Proboscivirus, qui peut provoquer une maladie hémorragique fatale lors de sa transmission aux jeunes éléphants d'Asie. Chez les éléphants d'Afrique, des formes associées à ce virus, qui ont été identifiées dans les populations sauvages, sont généralement bénignes, et apparaissent occasionnellement, générant des petites masses et des lésions. En revanche, certains types d'EEHV peuvent provoquer une très grave maladie chez les éléphants d'Asie, qui peut tuer jusqu'à 80 % des individus sévèrement atteints. La maladie peut être traitée avec l'administration rapide de médicaments antiviraux, mais avec une efficacité limitée à environ un tiers des cas.
Le premier cas d'une forme mortelle de la maladie a été observé en 1995, bien que des échantillons de tissus avaient déjà été testés positifs pour le virus dès le début des années 1980, et que des lésions cutanées localisées chez des éléphants d'Afrique sauvages avaient été trouvés dans les années 1970. Depuis 1995, il y a eu plus de cinquante cas de maladie documentés en Amérique du Nord et en Europe, dont seulement neuf ont été guéris. Les individus touchés sont surtout de jeunes animaux nés en captivité, bien qu'un petit nombre de vieux individus captifs mais nés sauvages en soient aussi morts. Un certain nombre de cas causés par le même pathogène type d'EEHV a été identifié chez de jeunes éléphants d'Asie orphelins sauvages.

## Virus et transmission
Les EEHVs font partie du genre des Proboscivirus, un clade récent faisant partie de la sous-famille des betaherpesvirus des mammifères, qui a été responsables de 70 décès d'éléphants d'Asie captifs et sauvages dans le monde entier, en particulier chez les jeunes individus,. Actuellement, on dénombre six espèces/types de Proboscivirus, dont la plus couramment rencontrée et la plus pathogène, EEHV1, comprend deux sous-types, 1A et 1B,,,,, ainsi que de nombreuses souches distinctes.
Le sous-type EEHV1A (qui était à l'origine connu sous le nom d'EEHV1) a été le premier identifié comme provoquant une grave maladie hémorragique associée à un très haut taux de mortalité chez les éléphants d'Asie,,. On pensait alors que cette forme du virus circulait naturellement chez les éléphants d'Afrique (y produisant de temps en temps des nodules cutanés), et qu'elle était transmise aux éléphants d'Asie au sein des parcs zoologiques. Cependant, des études plus approfondies ont depuis largement démenti ce concept, car plusieurs autres espèces/types d'EEHV (par exemple EEHV2, EEHV3 et EEHV6) ont été identifiés comme étant celles qui circulaient chez les éléphants d'Afrique,. Un deuxième sous-type mortel, EEHV1B, a été identifié chez des éléphants d'Asie en 2001. EEHV3, EEHV4 et EEHV5 ont également été responsable de la mort d'au moins un jeune éléphant d'Asie chacun,.
Il a été rapporté que le type EEHV2 avait causé une maladie hémorragique chez plusieurs éléphants d'Afrique,. Il a également été retrouvé dans les nœuds lymphatiques pulmonaires de plusieurs éléphants d'Afrique sauvages et captifs, lors de leur autopsie,, tout comme les types EEHV3 et EEHV6.
Il existe aussi cinq ou six espèces/types de gamma herpesvirus de l'éléphant (EGHV) trouvés dans les yeux et les sécrétions génitales de nombreux éléphants d'Asie et d'Afrique captifs, par exemple EGHV1, EGHV2, EGHV3A, EGHV3B, EGHV4 et EGHV5 (également appelés herpèsvirus éléphantins EIHV3, EIHV4, EIHV5, EIHV6, ElHV9 et ElHV10). Mais ceux-ci ne sont ni étroitement liée aux EEHV, ni la cause d'aucun symptôme,.
Des études ont également détecté aussi bien des EEHV1A que des EEHV1B et des EEHV5 dans les sécrétions nasales obtenues par lavage de trompe chez des éléphants d'Asie captifs en bonne santé et asymptomatiques vivant dans le même troupeau que des éléphanteaux ayant été malades,,. Ainsi, de même que ce qui est connu pour les autres herpesvirus et la salive pour la plupart des animaux, les sécrétions de la trompe peuvent être une source de transmission pour les EEHV.